# سیارک ۲۲۶۵
سیارک ۲۲۶۵ (به انگلیسی: 2265 Verbaandert، نامگذاری:1950DB) دو هزار و دویست و شصت و پنجمین سیارک کشف شده‌است که در ۱۷ فوریه ۱۹۵۰ کشف شد.
قدر مطلق سیارک برابر ۱۳٫۱۰ است.